# Szyrakowo
Szyrakowo (ros. Шираково) – wieś w Rosji, w rejonie grazowieckim obwodu wołogodzkiego. W 2002 liczyła 5 mieszkańców, z kolei w 2010 populacja miejscowości wynosiła 13 osób.